# Hans Winter (Gartenarchitekt)
Hans Winter (* 21. Juni 1895 in Lüdenscheid; † 4. Dezember 1969 ebenda) war ein deutscher Gartenbauinspektor und als solcher ein Vertreter der Grünen Moderne.

## Leben und Werk
Winter begann nach dem Abitur eine gärtnerische Ausbildung in Bonn und Lüdenscheid. Diese Ausbildung unterbrach er, um als Freiwilliger im Ersten Weltkrieg zu dienen. Nach dem Krieg setzte er seine Ausbildung an der Höheren Gärtnerlehranstalt in Berlin-Dahlem fort.
Im Jahr 1920 wurde er in Stettin mit der Gestaltung des dortigen Hauptfriedhofs beauftragt. Nach Fertigstellung dieser Aufgabe arbeitete er in Köln an der Umgestaltung der Festungs- zu Gartenanlagen.
Am 15. Februar 1926 übernahm Hans Winter den Posten des Gartenbauinspektors in der Hansestadt Stralsund. Er arbeitete an den Planungen für die Parks am Wulflamufer und der Sundpromenade mit. Zudem war er mit der Umgestaltung der Schillanlagen betraut. Er erarbeitete zusammen mit dem Stadtbaurat den Generalplan Nord, der die Schaffung eines grünen Gürtels im Nordwesten Stralsunds vorsah.
Nachdem in Stralsund lange Jahre über die Schaffung eines großen Hauptfriedhofs an der Stadtgrenze nachgedacht worden war, wurde Hans Winter im Jahr 1939 mit der Gestaltung beauftragt. Mit dem später Zentralfriedhof genannten, parkähnlichen Friedhof schuf Winter sein letztes Werk in Stralsund. Da er 1940 zum Kriegsdienst im Zweiten Weltkrieg einberufen wurde, konnte er die Umsetzung seiner Pläne nicht mehr betreuen.
Winter geriet 1945 in sowjetische Kriegsgefangenschaft, aus der er 1949 nach Lüdenscheid zurückkehrte. Hier baute er einen eigenen Gartenbaubetrieb auf und widmete sich überwiegend der Gestaltung und Bepflanzung von Talsperren. Aber auch die Grünanlagen der belgischen Siedlung in Lüdenscheid, die Ehrenfriedhöfe in Wiblingwerde, Plettenberg und Schalksmühle, die Siedlungen der Lippischen Heimstätten in Plettenberg, Halver, Werdohl und Schalksmühle sowie Grünanlagen für die Schulen in Mühlenrahmede und das Blindenheim in Velbert wurden von ihm geplant und durchgeführt. Dazu schuf er auch viele private Gärten.
Winter engagierte sich nach 1949 für die Kulturarbeit der Pommerschen Landsmannschaft.
Am 4. Dezember 1969 starb Winter nach einer schweren Krankheit in Lüdenscheid.
Winter war seit 1923 mit der Stettinerin Elisabeth Charlotte Henning verheiratet, mit der er neun Kinder hatte.